# Lijst van burgemeesters van Eede
Dit is een lijst van burgemeesters van de voormalige Nederlandse gemeente Eede tot die gemeente in 1941 opging in de gemeente Aardenburg.
| Ambtsperiode | Naam burgemeester                   | Partij of stroming | Leefde    | Bijzonderheden                                    |
| ------------ | ----------------------------------- | ------------------ | --------- | ------------------------------------------------- |
| 1796 - 1797  | Pieter Fontein                      |                    | 1737-1823 | agent municipal                                   |
| 1797 - 1799  | Joannes Franciscus van Besbrugge    |                    | 1753-1828 | agent municipal                                   |
| 1799 - 1800  | Hieronimus Cuelenaere               |                    | 1770-1809 | agent municipal                                   |
| 1800 - 1806  | Pierre Fonteijn                     |                    |           | opnieuw, nu meijer, maire                         |
| 1806 - 1807  | Corneil Henri Roseleur              |                    | 1774-1842 | maire                                             |
| 1808 - 1815  | Jacques Bernard de Dobbelaere       |                    | geb. 1770 | maire, later president                            |
| 1815 - 1853  | Johannes Bernardus van den Eeckhout |                    | 1773-1860 | president, daarna schout, ten slotte burgemeester |
| 1853 - 1891  | Pieter Jacobus Buijck               |                    | 1809-1896 | burgemeester                                      |
| 1891 - 1904  | Joannes Franciscus Dhondt           |                    | 1823-1904 | tijdens burgemeesterschap overleden               |
| 1904 - 1934  | Eduard Buzeijn                      |                    | 1857-1944 |                                                   |
| 1934 - 1941  | Joseph Marie Breijaert              |                    | 1874-1951 |                                                   |